# حسين عثمان منصور
حسين عثمان منصور (1926 - 1997)، هو شاعر وصحافي سوداني وهو مؤسس مجلة «الصباح الجديد»
ولد الشاعر حسين عثمان منصور في الخرطوم عام 1926م وهو ابن عمدة الخرطوم الأسبق عثمان منصور. وتم اعتقاله وإرجاعه إلى السودان من مدينة الإسكندرية التي درس بها الحقوق- نهاية الأربعينيات من القرن العشرين- بعد الزواج في عام 1954م عاد إلى القاهرة ليكمل عامه الأخير بكلية الحقوق؛ لكنه لم يوفق في إتمام دراسته، وفي عام 1956م أصدر «مجلة الصباح الجديد»، هاجر حسين إلى لندن وواصل إصدارها من هناك وكانت عودتها للصدور في 1975م. وقد أصدر حسين عثمان منصور بجانب (الصباح الجديد) دوريات أخرى مثل «ملحق أخبار السودان الأسبوعي»، و«مجلة النور» التي كانت تعنى بالشؤون الدينية.
```
لم يكن حسين عثمان منصور صحفياً وشاعراً وحسب بل كان سياسياً منتمي للحزب الاتحادي الديمقراطي ورغم ذلك فقد ساهم في تأسيس اتحاد الشباب السوداني في ديسمبر 1956 م.
```

## من مؤلفاته
- له ديوان شعري باسم «اجراس المعبد».
- وكتابا عن الزعيم إسماعيل الأزهري بعنوان «الطريق إلى البرلمان».

## وفاته
توفي في لندن عام 1997م

## حياته العائلية
حسين عثمان منصور تزوج عام 1954م من السيدة (عديلة حسين عبد الغني) وله سته أبناء (الشابي - سمؤال - كثير - محمد - عرفات - ياسر) وابنة هي السيدة (عذبة ).